# Sam Nujoma

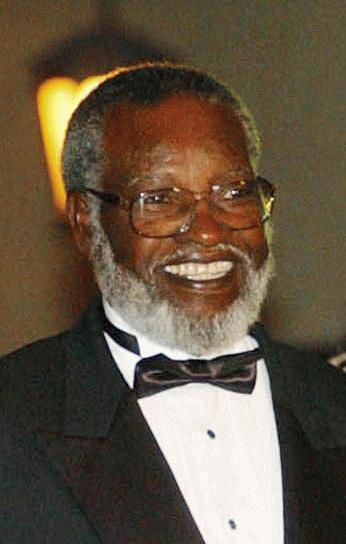
Sam Nujoma (2003)

Samuel Daniel Shafiishuna Nujoma, meistens nur Sam Nujoma genannt (* 12. Mai 1929 in Ongandjera bei Okahao, Südwestafrika; † 8. Februar 2025 in Windhoek), war ein namibischer Freiheitskämpfer und Politiker. Er war vom 21. März 1990 bis zum 20. März 2005 Gründungsstaatspräsident seines Heimatlandes.
Sein offizieller Titel lautet „Gründungsvater der namibischen Nation“ (Founding Father of the Namibian Nation).

## Leben
Nujomas Eltern, Daniel Uutoni Nujoma und Helvi Mpingana Kondombolo (1898 oder 1900–2008), hatten insgesamt zehn Kinder. Von 1937 bis 1945 besuchte Nujoma die Okahao-Missionsschule, danach eine Abendschule in Windhoek. Zur selben Zeit begann er für die South African Railways in Windhoek zu arbeiten. Am 6. Mai 1959 heiratete er Kovambo Theopoldine Katjimune, mit der er vier Kinder hat, wovon ein Kind 18 Monate nach der Geburt starb. Durch verschiedene Buchveröffentlichungen scheint bestätigt, dass Nujoma außerdem noch außereheliche Kinder hat. Am 27. November 2008 starb seine Mutter, die „Großmutter der Nation“, im Alter von 108 Jahren.
Nujomas Sohn Utoni Nujoma ist ebenfalls politisch aktiv und seit 2015 Minister für Landreform Namibias, der Enkel Sam Nujoma der Jüngere ist seit 2025 Gouverneur der Region Khomas.
Im Jahre 2004 graduierte er mit einem Master in Geologie an der Universität von Namibia nach vier Jahren Studium und Forschung.

## Politisches Wirken

### Die Anfänge im Mandatsgebiet Südwestafrika
1959 wurde Nujoma zum Vorsitzenden der Ovamboland People’s Organisation (OPO), der Vorgängerorganisation der SWAPO. Als führendes Mitglied der OPO organisierte er im Dezember 1959 Proteste gegen die Umsiedlung der Old Location (Aufstand an der „Alten Werft“) nach Katutura in Windhoek und wurde verhaftet.

### Die Jahre im Exil
Am 1. Mai 1960 ging Nujoma nach Bechuanaland (heute Botswana) ins Exil. Die folgenden Jahre verbrachte er in verschiedenen Ländern wie Tansania, Sambia und Angola. Am 26. August 1966 begann der Guerillakrieg gegen die südafrikanischen Behörden in Namibia.
Aus dieser Zeit stammen auch Berichte aus mehreren voneinander unabhängigen Buchveröffentlichungen, dass Nujoma während der Jahre im Exil tief in gewalttätige, innerparteiliche Auseinandersetzungen und Morde an politischen Konkurrenten, Abweichlern und (echten oder vermeintlichen) Verrätern verstrickt war (siehe auch Dokumentationen der NAMRIGHTS.).

### Der Krieg in Angola
Neben Kubanern und Militärberatern aus dem gesamten Ostblock und aus Nordkorea war auch die SWAPO unter ihrem Generalsekretär Sam Nujoma, als Verbündeter der kommunistischen MPLA, mit eigenen Kampfverbänden der People’s Liberation Army of Namibia (PLAN), in den angolanischen Bürgerkrieg verstrickt. Die SWAPO baute Lubango (Sá da Bandeira) zu einem ihrer militärischen Zentren in Angola aus. Unter anderem unterhielt die Volksbefreiungsarmee dort auch das Tobias-Hainyeko-Ausbildungslager. Dem Militärlager waren verschiedene Gefängnisse und ein Folterzentrum unter dem Kommando des späteren Generalstabschefs der namibischen Armee, Solomon „Jesus“ Hawala, angeschlossen. Während der politischen Säuberungen der 1980er Jahre wurden dort vor allem Angehörige nationaler Minderheiten, die nicht dem Volk der Ovambo angehörten und Intellektuelle verhaftet. Die Gefangenen wurden zumeist aufgrund konstruierter Vorwürfe abgeurteilt. Die „Geständnisse“ hatte man zuvor durch (teilweise monatelange) Folter erzwungen.
Nach Aussage des späteren Generalsekretärs der oppositionellen Kongressdemokraten (CoD/Congress of Democrats), Kala Gertze, sei es bei den Säuberungen nie um die Verfolgung von Spionen gegangen. Vielmehr wurden systematisch Personen verhaftet, die den Machtanspruch der damaligen SWAPO-Führung hätten gefährden können. Besonders nachdem der Kommandeur der Volksbefreiungsarmee (PLAN), Peter Nanyemba verhaftet und beschuldigt worden war, Sam Nujoma als Parteichef stürzen zu wollen, sei ein regelrechter Verfolgungswahn ausgebrochen.
Die Abgeurteilten wurden zum Teil erschossen oder in Gefängnissen, wie dem Ndilimani-Gefängnis oder dem sogenannten Äthiopien-Gefängnis (beide nahe Lubango/Angola) unter menschenunwürdigen Bedingungen inhaftiert, in denen sie teilweise jahrelang in Erdlöchern unter freiem Himmel hausen mussten. Nachdem die Unabhängigkeit Namibias und damit die ersten freien Wahlen unter dem Schirm der UNO nähergerückt waren, wurden die politischen Gefangenen zu einer Belastung für die SWAPO, die das Land künftig regieren wollte. So macht Kala Gertze, in erster Linie Sam Nujoma und Solomon Hawala dafür verantwortlich, dass noch kurz vor der Unabhängigkeit weit mehr als zweitausend Menschen aus den Folterlagern der SWAPO spurlos verschwunden waren.
Schwere Vorwürfe wurden in dem Zusammenhang auch gegen die Kirchen und auch die UNO erhoben, die seit Jahren über die politischen Gefangenen der SWAPO und deren Behandlung informiert gewesen seien, aber aus opportunistischen Gründen beharrlich dazu geschwiegen hätten.

### Die Unabhängigkeit Namibias
SWAPO-Präsident Nujoma forderte Ende Mai 1983 den UN-Generalsekretär Perez de Cuellar auf, mit Südafrika und der SWAPO über eine Waffenruhe und einer Verwirklichung der UN-Resolution 435 bezüglich der Beendigung der (nach Ansicht der UN-Vollversammlung) illegalen Verwaltung des Gebiets durch Südafrika zu verhandeln. Erst am 19. März 1989 konnte Nujoma ein Waffenstillstandsabkommen mit Südafrika unterschreiben, das den Weg für die UN-Resolution 435 ebnete.

### Die Jahre als Präsident Namibias
Am 16. Februar 1990 wurde Nujoma zum ersten Staatspräsidenten durch die Mitglieder der Verfassunggebenden Versammlung Namibias gewählt und am 21. März, einem symbolischen Datum, das an das Sharpeville-Massaker des Jahres 1960 erinnert, durch UN-Generalsekretär Pérez de Cuéllar vereidigt. Zweimal, 1994 und 1999, wurde Nujoma wiedergewählt.
In den Jahren seiner Präsidentschaft ließ er von seinen Parteigängern in der alleinregierenden SWAPO-Partei die Verfassung ändern, um ihm eine dritte Amtsperiode als Staatspräsident zu ermöglichen. Auch seine außenpolitische Hinwendung zu diktatorischen und despotischen Regimes, wie denen Fidel Castros in Kuba, Robert Mugabes in Simbabwe oder dem Regime Kim Jong Ils (bis 1994 Kim Il Sung) in Nordkorea, erregten zunehmenden Widerspruch in der demokratisch gesinnten Öffentlichkeit und bei internationalen Geldgebern.
Seine Regierungszeit ist zudem geprägt durch einen verschwenderischen Umgang mit öffentlichen Geldern, die zu großen Teilen aus Entwicklungshilfe und internationalen Zuwendungen (vor allem aus Deutschland) stammen. So wurden der Bau pompöser Dienstvillen für Regierungsmitglieder und hohe Parteifunktionäre ebenso kritisiert, wie beispielsweise die Anschaffung teurer Staatslimousinen und zweier Regierungsflugzeuge, darunter einer Dassault Aviation Falcon 900. Diese Kritik blieb allerdings ohne weitere Folgen.
Gegen Ende seiner Amtszeit veranlasste er noch den Bau eines neuen State House am Rande von Windhoek, der das alte Staatshaus des Präsidenten in der Innenstadt ablöste. Das gesamte Bauvorhaben, bei dem aus „Sicherheitsgründen“ namibische Baufirmen zugunsten der „befreundeten“ Nordkoreaner weitgehend außen vor blieben, ist höchst umstritten. Eine offizielle Ausschreibung fand nicht statt, die Baukosten wurden nie veröffentlicht.
Obwohl bereits gegen Ende der Amtszeit Nujomas Vorwürfe aufkamen, die der regierenden SWAPO und damit auch dem Präsidenten Unregelmäßigkeiten bei Wahlen bis hin zur Wahlfälschung unterstellten, war seine Popularität, vor allem bei seinen treuesten Anhängern aus dem Volk der Ovambo, ungebrochen – dies trotz massiver und teils auch begründeter Korruptionsvorwürfe und trotz verbaler Ausfälle gegen die weißen und farbigen Minderheiten des Landes und politische Gegner wie seinen früheren Weggefährten Hidipo Hamutenya.
Bei der Parlamentswahl vom 15. November 2004 erreichte die regierende SWAPO-Partei Sam Nujomas abermals über 75 % der abgegebenen Stimmen. Obgleich es auch bei dieser Wahl wiederum zu Unregelmäßigkeiten gekommen war, die in der teilweisen Annullierung von Wahlergebnissen durch das Höchstgericht mündeten, kann man davon ausgehen, dass die SWAPO weiterhin über den weitaus größten Rückhalt in der Bevölkerung, vor allem innerhalb ihrer Stammwählerschaft im Volk der Ovambo verfügt.
Nachdem man im Falle einer weiteren Verfassungsänderung zugunsten Nujomas eine Beschädigung des Ansehens Namibias in der Weltöffentlichkeit befürchtet hatte, stellte sich Staatspräsident Sam Nujoma nicht mehr für eine weitere, vierte Amtsperiode zur Verfügung, nachdem dies zuvor noch von der National Union of Namibian Workers gefordert wurde.
Als Nachfolger im Amt des Staatspräsidenten wurde Hifikepunye Pohamba am 21. März 2005 in sein Amt eingeführt.

### Schwere Vorwürfe im Caprivi-Konflikt

Flagge der Caprivi African National Union (CANU) für einen Freistaat Caprivi

Bis heute ist nicht vollständig geklärt, welche Rolle Sam Nujoma in den Jahren 1998 und 1999 bei der Niederschlagung der separatistischen Aufstände im Gebiet des Caprivizipfels gespielt hat. Nach Angaben unabhängiger Menschenrechtsorganisationen wie Amnesty International kam es bei den Polizei- und Militäraktionen zur Zerschlagung der Befreiungsbewegung von Seiten der namibischen Sicherheitskräfte zu schweren Verstößen gegen elementare Menschenrechte und gegen das Kriegsvölkerrecht und zu Folter von Gefangenen.
Sam Nujoma und seiner SWAPO-Regierung werden in dem Zusammenhang von Menschenrechtsorganisationen sowohl der Bruch internationaler Vereinbarungen und Verträge zum Schutz der Menschenrechte wie auch der Bruch der Verfassung Namibias vorgeworfen. So dauerte es fünf Jahre, bis die Gefangenen überhaupt rechtliches Gehör fanden; rund fünfzehn Jahre wurden die Gefangenen ohne richterliches Urteil festgehalten. Viele der Gefangenen starben im Gefängnis.

### Nach dem Ende der Amtszeit als Präsident
Als Präsident der SWAPO blieb Sam Nujoma aber weithin in der aktiven Politik. In diese Zeit fällt auch die Abspaltung der Rally for Democracy and Progress (RDP) im Jahr 2007. Auf dem SWAPO-Parteitag vom 27.–30. November 2007 wurde Nujoma auch als SWAPO-Präsident von Hifikepunye Pohamba abgelöst und zog sich daraufhin aus dem politischen Tagesgeschäft zurück, wobei er gleichzeitig seine Ämter in Politbüro und Zentralkomitee der Partei niederlegte.
Im Jahre 2007 kündigte der Präsident der Nationalen Gesellschaft für Menschenrechte (NGfM; heute NAMRIGHTS), Phil ya Nangoloh, an, dass er ein Verfahren gegen Sam Nujoma vor dem Internationalen Strafgerichtshof (IStGH) in Den Haag anstreben werde. Mit dieser Klage wollte Nangoloh Klarheit über das Verschwinden zahlreicher SWAPO-Dissidenten sowie die Aufklärung politischer Morde während der Zeit im Exil erzwingen. Phil ya Nangoloh selbst war zu jener Zeit mehrmals von der Geheimpolizei der SWAPO inhaftiert gewesen und gefoltert worden.
Neben dem Altpräsidenten Nujoma hat die NGfM gegen den früheren Verteidigungs- und späteren Energieminister Erkki Nghimtina, den früheren Stabschef der namibischen Armee Generalleutnant Solomon Hawala und Oberst Thomas Shuuya, zeitweiliger Kommandeur des ersten Bataillons der namibischen Streitkräfte, Klage wegen Menschenrechtsverletzungen eingereicht, die vor der Unabhängigkeit Namibias und zum Teil auch danach stattgefunden haben sollen. Solomon Hawala war während der achtziger Jahre Leiter des berüchtigten SWAPO-Folterzentrums in Lubango in Angola.
Die Folge war eine großangelegte Kampagne des SWAPO-Politbüros und dessen politischer Vorfeld-Organisationen wie der NUNW, der 
SWAPO-Jugendliga und der Namibia National Students Organisation gegen Regierungskritiker. Diese Kampagne richtete sich vor allem gegen den Menschenrechtler Phil ya Nangoloh, die Chefredakteure der Zeitungen The Namibian und Windhoek Observer sowie die oppositionellen Kongressdemokraten (CoD), die Organisation Namibian Forum For The Future (FFF) und in der Folge auch gegen die neugegründete Oppositionspartei Rally for Democracy and Progress (RDP), die sich vor allem aus unzufriedenen, früheren SWAPO-Mitgliedern zusammensetzt und die der SWAPO-Führung heute unterstellen, ein diktatorisches Regime errichten zu wollen. Auch international bekannte Wissenschaftler, wie der Mugabe-Kritiker Joseph Diescho, wurden bedroht und durften in staatlichen Räumen (wie der Universität) nicht mehr öffentlich auftreten.
Während sich die SWAPO-Hilfsorganisationen vor allem in verbalen und tätlichen Attacken ergingen und dabei auch den Einsatz von Waffengewalt gegen politische Kritiker androhten (SWAPO-Jugendliga-Generalsekretär, Elijah Ngurare: „Wir haben noch nicht verlernt, mit der Panzerfaust umzugehen“), forderte der amtierende Staatspräsident Hifikepunye Pohamba die Nujoma-Kritiker mit scharfen Worten zum Verlassen des Landes auf.

## Kirchenfeindliche und rassistische Äußerungen
Mitte Juni 2009 forderte der Altpräsident Namibias die SWAPO-Parteijugend auf, die Waffen zur Hand zu nehmen und die „Kolonialisten“ – wie er sich ausdrückte – „aus dem Land zu jagen“.
Im Juni 2009 griff Nujoma die deutschsprachige Evangelisch-Lutherische Kirche in Namibia (DELK) an und unterstellte ihr, „vor der Unabhängigkeit mit dem Feind kollaboriert zu haben und möglicherweise noch immer ein Feind zu sein“. Ferner sagte er: „Wir tolerieren sie. Aber wenn sie sich nicht benehmen, werden wir sie angreifen. Und wenn sie dann ihre weißen Freunde aus Deutschland rufen, dann schießen wir ihnen in die Köpfe.“
Im September 2009, während einer Rede im Norden Namibias, griff Nujoma wiederholt US-Amerikaner, Briten und Deutsche verbal an und forderte seine Anhänger auf: „sobald ihr einen Engländer seht, prügelt auf seinen Kopf ein.“ Weiter ergänzte er, wie auch schon zuvor im Juni 2009: „…, dass kooperationsunwilligen Deutschen in den Kopf geschossen werden solle.“

## Auszeichnungen

### Orden
- Internationaler Lenin-Friedenspreis (1973) in der Sowjetunion[30]
- Frederic-Joliot-Curie-Medaille (1980) vom Weltfriedensrat[31]
- Medaglia Pontificia Anno VI (1984), Vatikanstadt[4]
- Ho-Chi-Minh-Preis (1988), Vietnam[30]
- Grant Master of the Order Merit (Brasilien) (1988)[32]
- The Namibia Freedom Award der California State University (1988)
- Indira Gandhi Prize for Peace, Disarmament and Development (1990), Indien[4]
- Medaglia Pontificia Anno XIII (1991), Vatikanstadt[4]
- José-Martí-Orden (1991), Kuba[33]
- Ordre du Merite Congo (1991), Republik Kongo[34]
- Order of the Golden Heart (1992), Kenia[34]
- Order of the National Flag (1992), Nordkorea[34]
- Order of the Welwitschia (1994), Namibia
- Großkreuz des Nischan el Iftikhar (1994), Tunesien
- Großkreuz des Ordem da Liberdade (1995), Portugal
- Africa Prize for Leadership for the Sustainable End of Hunger (1995), The Hunger Project
- Order of Good Hope (1996), Südafrika
- Freundschaftsorden (2002), Vietnam
- O.B.F.F.S. (2003), Rumänien
- Fellowship Award of the Institute of Governance and Social Research (2003), Nigeria
- The Companion of the Order of the Star of Ghana (2004)[4]
- Lifetime Conservation Award (2004) des Cheetah Conservation Fund[35]
- „Sir-Seretse-Khama-SADC-Medaille“ (Sir Seretse Khama SADC Medal), die höchste Auszeichnung der Entwicklungsgemeinschaft des südlichen Afrika (2010)[34]
- „Orden der Söhne und Töchter Afrikas“ (Son of Africa) der Afrikanischen Union (2015) in Windhoek[34]
- Mehdi Ben Barka Solidarity Order der Organización de Solidaridad con los Pueblos de Asia, África y América Latina (2016) in Havanna[34]
- Order of the Companions of OR Tambo der südafrikanischen Regierung (2018)[36][37]
- Orden Francisco de Miranda (2020), Venezuela[38]

### Ehrentitel
- Ehrendoktor der Rechtswissenschaften (1973) der Ahmadu Bello University, Zaria, Nigeria[34]
- Ehrendoktor der Computerwissenschaften (1975) der Ombwana University, Malawi
- Certificate of Honour der University of Ibadan (1986)[34]
- Ehrenbürger von Atlanta (1988)
- Ehrendoktor der Rechtswissenschaften (1990) der Lincoln University, USA[34]
- Ehrendoktor der Rechtswissenschaften (1990) der National University of Lesotho, Lesotho[39]
- Ehrendoktor der Technologiewissenschaften (1992) der Federal University of Technology, Minna, Nigeria
- Ehrendoktor der Bildungswissenschaften, honoris causa (1993) der Universität von Namibia[34]
- Ehrendoktor der Rechtswissenschaften (1993) der Central State University, USA
- Ehrensenator der Universität Bremen (1996)[40]
- Doktor der Rechtswissenschaften (1996) der University of Atlanta, USA
- Ehrendoktor der Rechtswissenschaften (1997) der Rutgers University, New Jersey, USA
- Ehrendoktor (1998) der Russischen Plechanow-Wirtschaftsuniversität, Moskau, Russland
- Ehrendoktor (1998) der Russischen Universität der Völkerfreundschaft, Moskau, Russland
- Honorary Degree of Doctor of Public Service (1999), La Roche College, USA
- Ehrendoktor der Rechtswissenschaften (1999), University of Zimbabwe
- Ehrendoktor der Wissenschaften (1999) der Abubakar Tafawa Balewa University in Nigeria
- Honorary Doctorate in Public Management (2005), Namibia University of Science and Technology[41]
- Honorary Professor of China University of Geosciences der Chinesische Universität für Geowissenschaften (2006), Peking[34]
- Ph.D. h. c. in Peace and Conflict Studies Copperbelt University (2014)[34]
- Ehrendoktor in Philosophie der Universität Kinshasa (2014)[34]
- Doctor of Philosophy in Peace and Conflict Studies (2015) der Universität von Sambia

### Ehrungen
- 1993, Gründungskanzler der Universität von Namibia[30]
- Erster Präsident der namibischen Republik und Vater der namibischen Nation (2005), Parlament von Namibia[42]
- Führer der namibischen Revolution (2007), SWAPO Party of Namibia[43]
- International KIM IL Sung Prize Certificate (2008), Nordkorea
- Seit 2012 wird Sam Nujoma mit seinem Bildnis auf den 10- und 20-Namibia-Dollar-Banknoten geehrt.[4]
- Im Jahr 2014 wurde das Sam-Nujoma-Denkmal vor dem Unabhängigkeits-Gedenkmuseum enthüllt.
- Am 27. Februar 2025 wurde posthum eine Statue auf dem Hauptsitz der SWAPO in Windhoek enthüllt.[44]

In nahezu jeder größeren Ortschaft Namibias ist meist die Hauptstraße nach Sam Nujoma benannt. Auch in der sambischen Hauptstadt Lusaka trägt eine Straße seinen Namen.
Nujoma erhielt nach seinem Tod den Heldenstatus. Im Juli 2025 wurde, mit Wirkung ab dem Jahr 2026, der 12. Mai, der Geburtstag von Nujoma, zu einem offiziellen Gedenktag ausgerufen.

## Tod

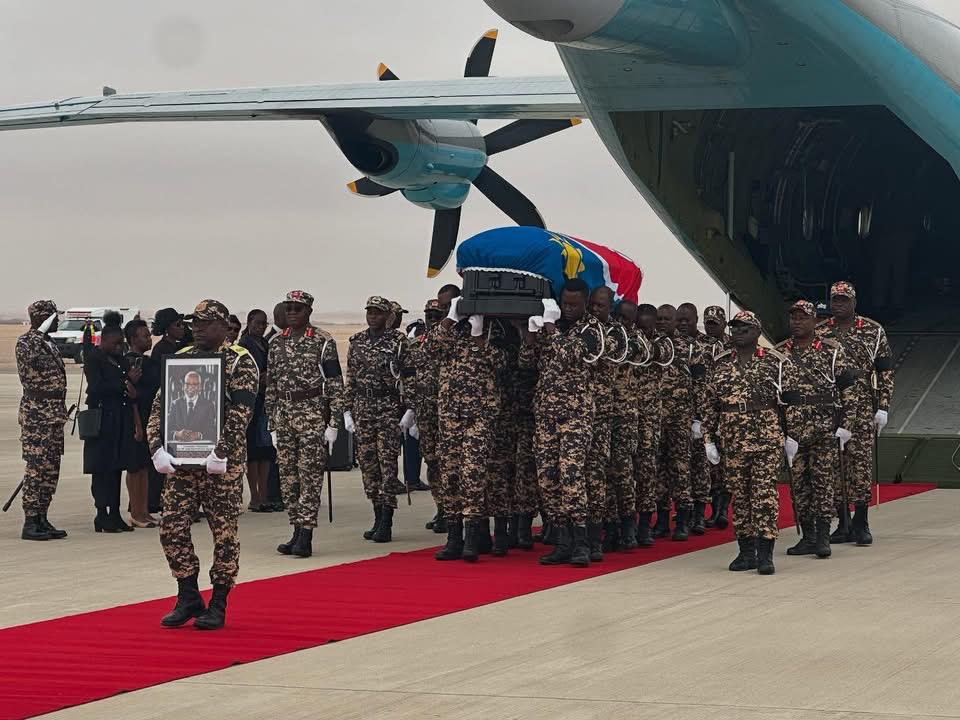
Trauerzug mit den sterblichen Überresten von Nujoma (2025)

Nujoma starb mit 95 Jahren am 8. Februar 2025 nach dreiwöchigem Krankenhausaufenthalt in Windhoek. Nujoma wurde am 1. März 2025 auf dem Heldenacker bei Windhoek in einem Staatsbegräbnis beigesetzt. Vorausgegangen war eine dreiwöchige Trauerphase, in der seine sterblichen Überreste in alle Landesteile verbracht wurden.

## Filme und Bücher
- Where Others Wavered. Sam Nujoma, Panaf Books, 2001, ISBN 978-0-901787-58-3. (PDF; englisch).
- Namibia – Der Kampf um die Freiheit. USA/Namibia, Regie: Charles Burnett, 2007 (Originaltitel: Namibia the struggle for Liberation).